# Sievershütten
Sievershütten est une commune allemande du Schleswig-Holstein, située dans l'arrondissement de Segeberg (Kreis Segeberg), à dix kilomètres à l'est de la ville de Kaltenkirchen. Sievershütten est l'une des neuf communes de l'Amt Kisdorf dont le siège est à Kattendorf.

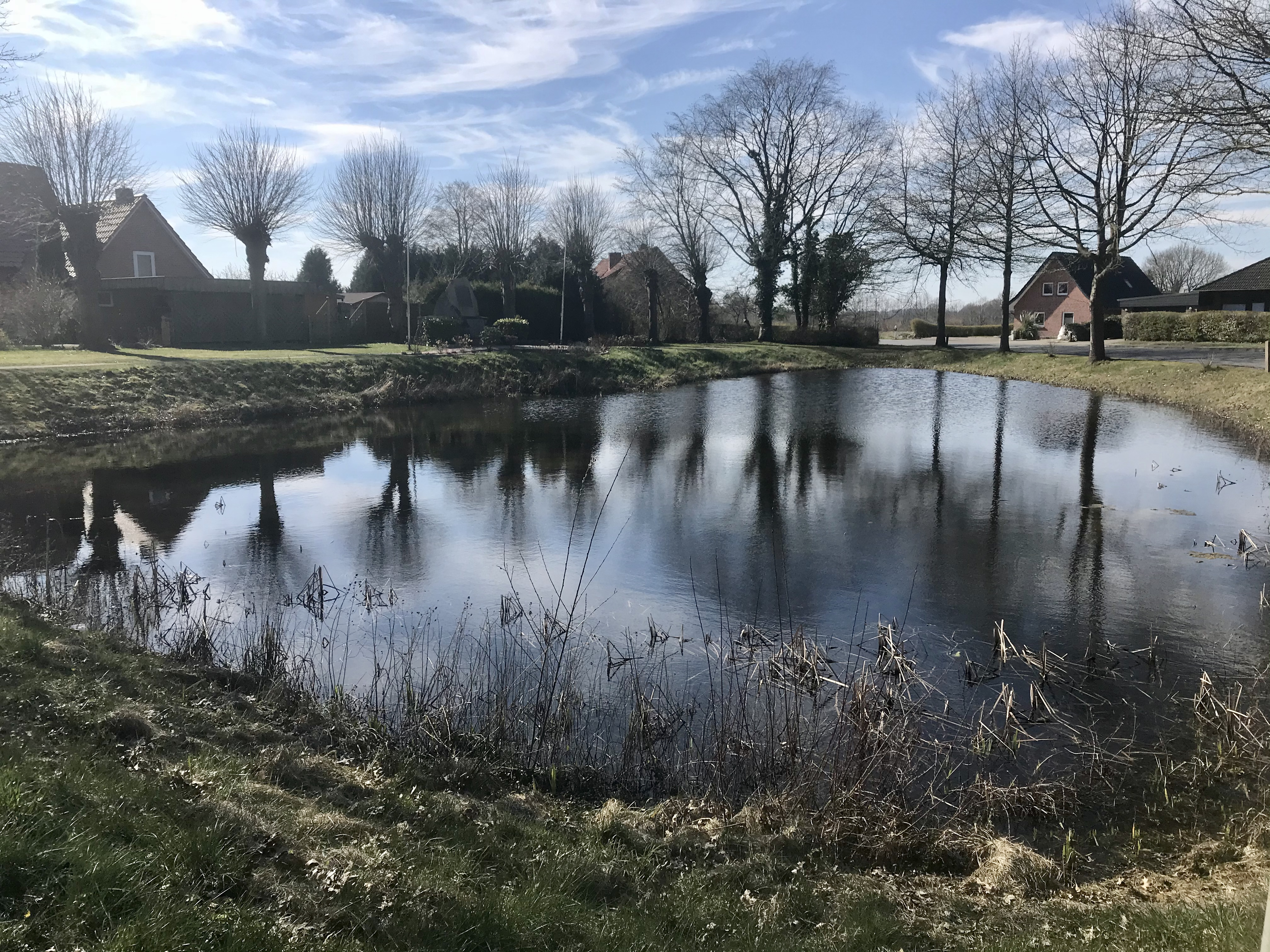
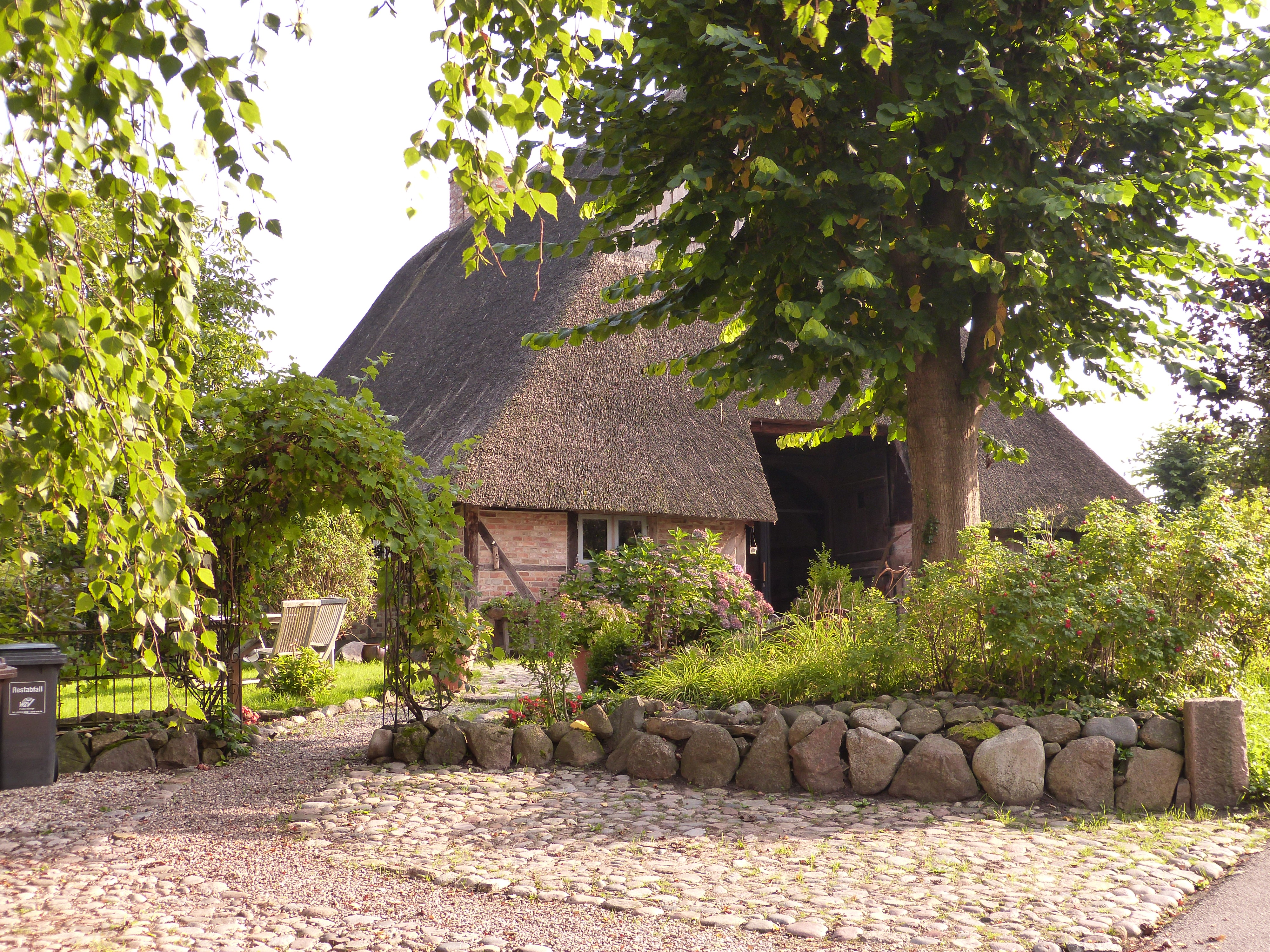